# Tutaibo debilipes
Tutaibo debilipes är en spindelart som beskrevs av Chamberlin 1916. Tutaibo debilipes ingår i släktet Tutaibo och familjen täckvävarspindlar.
Artens utbredningsområde är Peru. Inga underarter finns listade i Catalogue of Life.